# E-mu Emulator

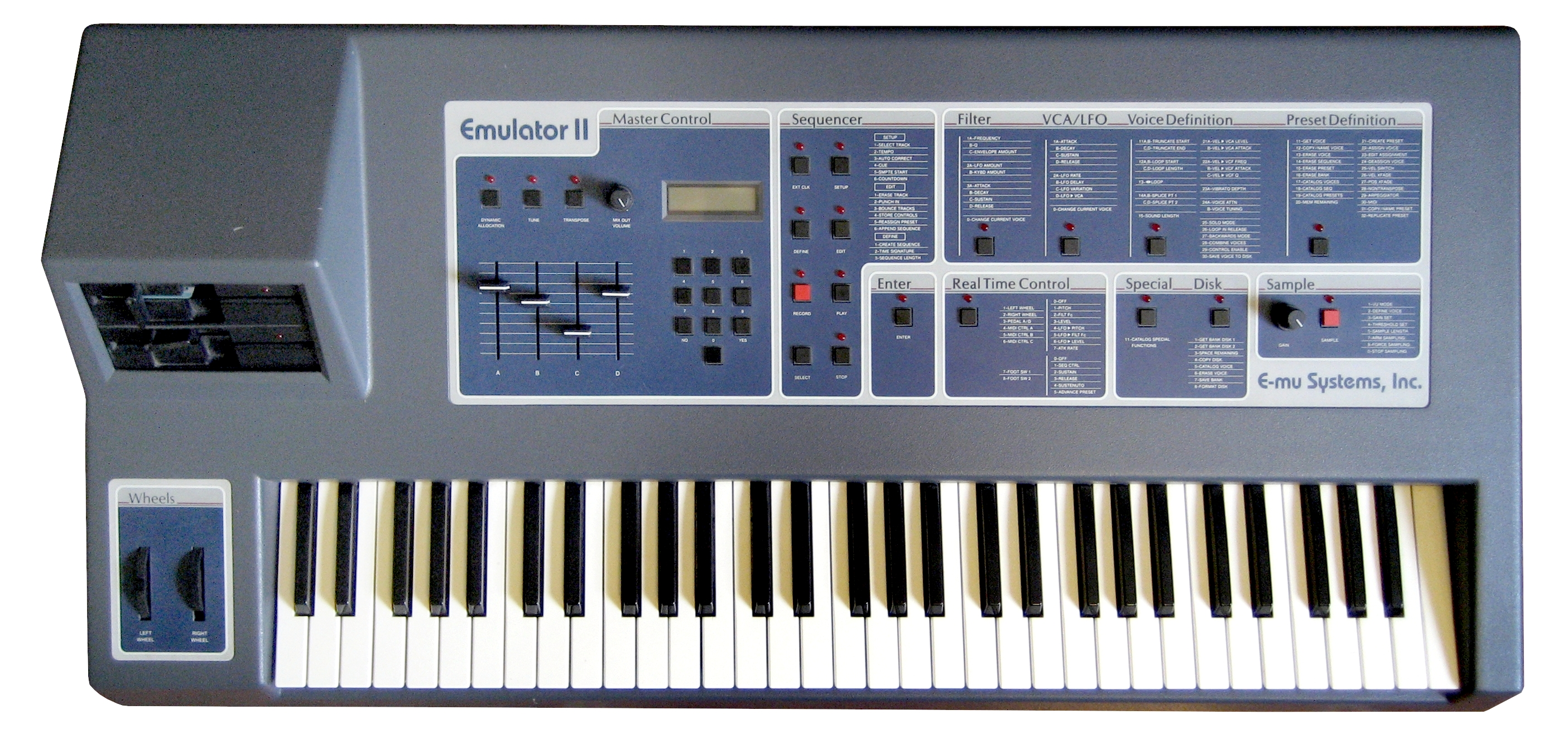
E-mu Emulator II (1984)

E-mu Emulator — серия цифровых семплеров компании E-mu, выпускавшаяся в период 1982—1990 годов. Инструменты завоевали большую популярность среди музыкантов, играющих в жанрах новой волны и синти-поп, прежде всего благодаря низкой цене и компактным габаритам, которые позволяли брать инструмент с собой в турне.

## Emulator I
Первая модель выпущена в 1982 году, была оснащена дисководом, что позволяло владельцу создавать свою собственную библиотеку звуков и записывать их на пятидюймовую дискету.
Самый первый экземпляр под номером «Serial number 001» достался Стиви Уандеру. Музыкант высоко оценил аппарат на выставке музыкальных инструментов NAMM в 1981 году, а его имя немало поспособствовало рекламе инструмента. Среди других пользователей были такие знаковые коллективы 1980-х, как New Order и Genesis. Производство Emulator I прекратилось в конце 1983 года, всего продано более 400 экземпляров.

## Emulator II
Второй семплер был выпущен в 1984 году и стал даже успешнее своего предшественника. Emulator II пользовался большим спросом на протяжении всех 1980-х, один из самых известных звуков семплера — сякухати — можно услышать в песне «Sadeness» (и не только) проекта Enigma и в суперхите Питера Гэбриэла «Sledgehammer». The Smiths активно использовали этот семплер на альбомах The Queen Is Dead и Strangeways, Here We Come, а также на некоторых своих синглах. Pet Shop Boys полностью аранжировали на Emulator II хит 1984 года «West End Girls», а Modern Talking использовали инструмент при записи «Cheri, Cheri Lady».

## Emulator III
Третья модель выпускалась с 1987 года и до начала 1990-х годов, она не пользовалась большим спросом, однако её звук присутствует в нескольких весьма знаковых записях, например, на культовом альбоме Violator группы Depeche Mode.

## Известные пользователи
- Damon Edge[англ.]
- Алан Уайлдер из Depeche Mode
- Deep Purple (на живом концерте 1985 года)
- Dire Straits
- Enya
- Kraftwerk
- Genesis
- Giorgio Moroder
- Jean Michel Jarre
- Michael Cretu
- New Order
- Pet Shop Boys
- Queen
- Peter Gabriel
- Herbie Hancock
- Vangelis
- Tangerine Dream
- The Residents